# Димовці (Старозагорська область)
Ди́мовці (болг. Димовци) — село в Старозагорській області Болгарії. Входить до складу общини Гурково.

## Населення
За даними перепису населення 2011 року у селі проживала 21 особа, з них 18 осіб (90,0%) — болгари.
Розподіл населення за віком у 2011 році:
Динаміка населення: